# Suplacu de Barcău (gmina)
Suplacu de Barcău – gmina w Rumunii, w okręgu Bihor. Obejmuje miejscowości Borumlaca, Dolea, Foglaș, Suplacu de Barcău, Valea Cerului i Vâlcelele. W 2011 roku liczyła 4356 mieszkańców.